# 群英社
群英社國際股份有限公司（Top-Insight International Co., Ltd.），是台灣的一家出版文化事業公司，於1995年以博英社為核心成立，簡稱群英社（T.I.），英文品牌My-cartoon（中文對應名稱「愛卡通」），主要經營代理銷售動畫影音等各類相關商品。

## 歷史
- 1995年9月，以博英社為核心，逐步擴增成群英社事業群。
- 2003年6月，由群英社旗下公司「博譜有限公司」架設官方網站「My-Cartoon動畫網[4]」，啟用英文品牌「My-cartoon」。
- 2003年12月,pchome電子報［My卡通歡樂報］［My卡通E週報］

群英社（MY-CARTOON情報）官網2003年12月-2007
- 61.56.210.19/inforstation/News_Temp/index.asp

（页面存档备份，存于）（2007年12月網址已停止）。
- 2007年12月 MY-CARTOON情報
- www.my-cartoon.tv/

（页面存档备份，存于）
（2015年網頁已停止）。
- 2010年12月17日，群英社宣布，與中華電信攜手打造的高畫質兒童頻道「MY-KIDS TV」將於中華電信MOD開播。[5]
- 2011年1月1日，「MY-KIDS TV」在中華電信MOD開播[6]，開播時位置為第18頻道（SDTV版）與第222頻道（HDTV版）[7]，收視戶必須付費訂閱才能收看。
- 2012年10月1日，「MY 101綜合台」在中華電信MOD第101頻道開播，標榜「為14至35歲年輕族群所打造顛覆傳統的頻道」[8]，收視戶必須付費訂閱才能收看。
- 2015年8月推出全新視頻娛樂平台「My-Cartoon視頻APP」，為結合HD高畫質、同步當季新番與限量獨家商品的全方位功能之行動應用程式。之后于2016年12月31日停止服务。
- 2016年「My-Cartoon動畫網」官網即將改版，2016年7月27日[9]
- 2017年11月1日，因應中華電信MOD頻道號碼更改，原有的MY KIDS TV和MY 101綜合台從18和101調到101和373頻道。
- 2018年1月1日，原先在天外天有線電視和新北市有線電視上架的MY KIDS TV和MY 101綜合台下架。
- 2020年中段開始，群英社開始把旗下代理的動畫大量轉移到其他代理商繼續代理，例如Lovelive系列。只保留繼續代理星光系列。
- 2020年9月1日，開始於官方YouTube頻道麥寶強 （页面存档备份，存于）上傳已取得授權之動畫。
- 2023年9月30日，群英社旗下電視台MY KIDS TV停止營運，所有社交平台亦停止更新。
- 2024年12月，群英社官方YouTube頻道麥寶強宣佈，旗下製作的西遊記動畫停止在YouTube上公開，觀眾需要前往特定的網址繼續觀看。

## 組織架構
台灣
- 群英社國際股份有限公司：台灣、中國大陸、東南亞地區之動畫、動畫肖像商品權之代理授權。
  - 博英社國際股份有限公司：出版品、影像商品的代理及發行。
  - 博登社國際股份有限公司：產品行銷及流通業務。
  - 博譜有限公司：網路電子商務B2B、B2C業務。
  - 亞米可實業有限公司：製片及影像後期製作。
  - 時代線上股份有限公司：負責廣告代理／製作業務。

中國大陸上海
- 群英社國際股份有限公司（Top-Insight International Co., Ltd.）：負責中國大陸地區業務。

日本
- 101株式会社（101 International Co., Ltd.）：日本辦事處。

## 外部連結
- MY-CARTOON動畫網 （页面存档备份，存于）（繁體中文）
- MY-CARTOON的Facebook專頁
- MY-CARTOON的X（前Twitter）
- MY CARTOON 的Plurk專頁（繁體中文）
- MY-KIDS TV （页面存档备份，存于）（繁體中文）
- MY-CARTOON情報台2003-2007

（页面存档备份，存于）
- www.my-cartoon.tv/情報台2008-2014

（页面存档备份，存于）
- pchome 電子報My卡通E週報

（页面存档备份，存于）
- 電子報My卡通歡樂報pchome（页面存档备份，存于）
- MY 101綜合台 （页面存档备份，存于）（繁體中文）
- 中華電信MOD MY-KIDS TV （页面存档备份，存于）
- 中華電信MOD MY101綜合台 （页面存档备份，存于）